# Менештурел
Менештурел (рум. Mănășturel) — село у повіті Клуж в Румунії. Входить до складу комуни Куздріоара.
Село розташоване на відстані 346 км на північний захід від Бухареста, 51 км на північний схід від Клуж-Напоки.

## Населення
За даними перепису населення 2002 року у селі проживали 782 особи.
Національний склад населення села:
| Національність | Кількість осіб | Відсоток |
| -------------- | -------------- | -------- |
| румуни         | 398            | 50,9%    |
| цигани         | 337            | 43,1%    |
| угорці         | 46             | 5,9%     |

Рідною мовою назвали:
| Мова      | Кількість осіб | Відсоток |
| --------- | -------------- | -------- |
| румунська | 528            | 67,5%    |
| циганська | 220            | 28,1%    |
| угорська  | 33             | 4,2%     |